# Heliosperma pusillum
Heliosperma pusillum, syn.Silene pusilla — вид квіткових рослин родини гвоздикових (Caryophyllaceae).

## Біоморфологічна характеристика
Це багаторічна рослина, до 20(30) см, тонка, гола. Стебла прямовисні. Листки тупі; нижні — лопатчасті; верхні — лінійні. Квітки у нещільних суцвіттях. Чашечка 4–6 мм, дзвоникоподібна. Пелюстки 3–6 мм, білі, з 4 зубцями — 2 центральних більш виражені, ніж бічні. Коробочка 3.5–5 × 3–4 мм, яйцеподібна або підциліндрична, з прямими або злегка загнутими зубцями. Насіння розміром 0.6–0.7 × 0.8–1 мм, чечевицеподібне.

## Поширення
Росте в Європі від Іспанії до України.